# 올렉산드르 팀치크
올렉산드르 바실료비치 팀치크(우크라이나어: Олександр Васильович Тимчик, 1997년 1월 20일 ~ )는 우크라이나 프리미어리그 클럽 디나모 키이우와 우크라이나 국가대표팀에서 라이트백으로 활약하는 우크라이나의 프로 축구 선수이다.

## 구단 경력
팀치크는 BRW-BIK 볼로디미르-볼린스키 유소년 스포츠 학교와 FC 디나모 유소년 스포츠 학교를 다녔다. 그의 첫 감독은 루슬란 간이었다. 그는 경력을 우크라이나 프리미어리그 리저브 팀에서 보냈고, 2016년 10월에 1군으로 승격되었다. 팀치크는 2016년 11월 6일, 드니프로와의 경기에서 선발로 출전하며 디나모 키이우 소속으로 우크라이나 프리미어리그 데뷔 전을 치렀다.
2017년 12월 23일, 팀치크는 팀 동료 보흐단 미하일리첸코와 함께 조랴 루한스크로 임대되었다. 그 후 그는 디나모로 돌아갔다.
2021년 9월 29일, 팀치크는 바이에른 뮌헨을 상대로 첫 UEFA 챔피언스리그 경기를 치렀다. 그의 팀은 그날 5골 차이로 0점을 기록했다.

## 국가대표팀 경력
2020년 9월 3일, 팀치크는 스위스를 상대로 한 UEFA 네이션스리그 경기에서 2-1로 승리하며 우크라이나 국가대표팀에 데뷔했다. 그는 2022년 9월, 아르메니아와의 2022-23년 UEFA 네이션스리그 경기에서 첫 골을 넣었다.
팀치크는 우크라이나의 안드리 셰우첸코 감독에 의해 UEFA 유로 2020에 참가할 26명의 선수 명단에 선정되었다.
2022년 9월 24일, 올렉산드르는 우크라이나가 0-5로 승리한 아르메니아와의 경기에서 선발 출전해 첫 골을 넣었고, 팀 동료 올렉산드르 주브코우에게 결정적인 패스를 제공했다.
2024년 5월, 그는 세르히 레브로우가 UEFA 유로 2024에 소집한 26명의 선수 명단에 포함되었다.